# Əlik
Əlik è un comune dell'Azerbaigian situato nel distretto di Quba. Conta una popolazione di 1.069 abitanti.